# Verdrag van Locarno

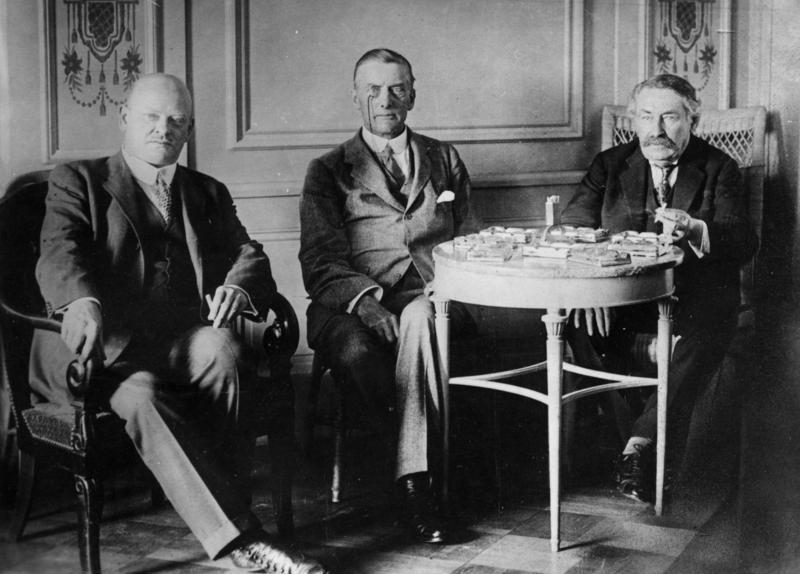
Gustav Stresemann, Austen Chamberlain en Aristide Briand tijdens de onderhandelingen

Het Verdrag van Locarno is een internationaal verdrag dat tot stand kwam na de Conferentie van Locarno, die plaatsvond van 5 tot en met 16 oktober 1925, in Locarno in het neutrale Zwitserland. Eigenlijk gaat het om het slotprotocol van de conferentie, dat verscheidene afspraken tussen bepaalde landen opneemt of ernaar wijst (daarom ook vaak de verdragen van Locarno genoemd). De deelnemende landen waren Duitsland, België, Frankrijk, Groot-Brittannië, Italië, Polen en Tsjecho-Slowakije. Vooral ging het om de erkenning van grenzen tussen bepaalde landen, die door het Verdrag van Versailles in 1919 waren ontstaan, en de voorbereiding van het toetreden van Duitsland tot de Volkenbond. 
In tegenstelling tot het Verdrag van Versailles werd het Verdrag van Locarno wél na onderhandelingen met Duitsland getekend. Locarno was mogelijk geworden doordat in Frankrijk in 1924 de nationalistische regering van Raymond Poincaré opgevolgd was door een nieuwe, linkse regering, onder leiding van Édouard Herriot en in Duitsland de regering met minister van Buitenlandse Zaken (1923-1929) Gustav Stresemann beduidend realistischer tegenover de gevolgen van Versailles stond dan eerdere regeringen.

## Inhoud

Europa in de jaren twintig van de 20e eeuw

Het verdrag of de afspraken van Locarno hield het volgende in:
- De ondertekenaars garandeerden de grenzen tussen Duitsland en België en tussen Duitsland en Frankrijk van 1919. Dat wil zeggen dat Duitsland de omstreden westgrens van het Verdrag van Versailles erkent, maar ook dat Frankrijk en België niet (zoals in 1923/1924 met de Ruhrbezetting was gebeurd) Duitsland mochten binnenvallen. Bij een aanval van Frankrijk en België zou Duitsland dus door de (andere) ondertekenaars geholpen worden, namelijk Groot-Brittannië en Italië, en andersom Frankrijk en België bij een Duitse aanval.
- Wel waren delen van het Duitse Rijnland toen nog door Franse troepen bezet (uiteindelijk tot 1930, het Saargebied tot 1935). Het Rijnland moest ook in de toekomst gedemilitariseerd blijven, dat wil zeggen dat Duitsland daar geen soldaten of militaire installaties mocht hebben.
- De oostgrens van Duitsland - met Polen en Tsjecho-Slowakije, waar grote Duitstalige minderheden woonden - bleef omstreden. In tegenstelling tot Frankrijk was Groot-Brittannië niet bereid om de territoriale status quo in Oost-Europa te garanderen. Duitsland moest zich alleen verplichten om geschillen op vreedzame manier te bejegenen.

Vaak verwijzen de afspraken van Locarno naar het Verdrag van Versailles en de Volkenbond. De belangrijkste bepaling was, dat voor Duitsland, als lid van de Volkenbond, art. 16 van het Verdrag van Versailles maar beperkt geldig zou moeten zijn. Dat betekende dat Duitsland bij sancties tegen een agressief lid alleen moest meedoen op een manier die rekening hield met zijn militaire en geografische situatie. De verklaring was dat Duitsland door het Verdrag van Versailles maar 100.000 soldaten mocht hebben.
Frankrijk beloofde voorts hulp aan Polen en Tsjecho-Slowakije in het geval er problemen zouden ontstaan met Duitsland. Deze afspraak werd weliswaar in het slotprotocol vermeld, maar niet erin opgenomen.

## Gevolgen

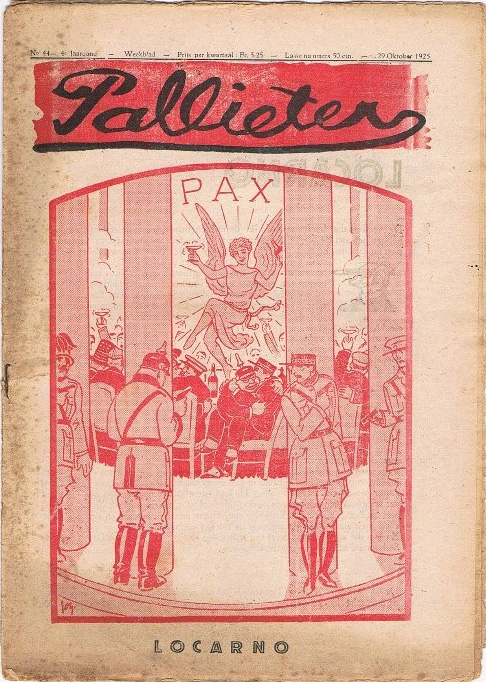
Verdrag van Locarno volgens Pallieter

In 1926 trad Duitsland inderdaad tot de Volkenbond toe. Stresemann en zijn Franse collega, Aristide Briand kregen de Nobelprijs voor de Vrede van dat jaar.
Het democratische Duitsland kon nog enkele jaren in een soms gespannen sfeer, maar wel productief met de andere landen samenwerken en nog meer versoepeling van het Verdrag van Versailles bereiken. De buitenlandse isolatie van Duitsland na de Eerste Wereldoorlog was overwonnen.
De regering-Hitler (gevormd in 1933) probeerde echter via bilaterale afspraken de andere landen in Europa gerust te stellen (waaraan Hitler zich niet wilde houden). Nog in 1933 verliet Duitsland de Volkenbond. In 1935 verkondigde Hitler dat Duitsland zich niet meer aan de militaire beperkingen van het Verdrag van Versailles behoefde te houden. In 1936 liet hij het Rijnland met Duitse troepen bezetten.